# Kløver
 "Trifolium" omdirigeres hertil. For andre betydninger af Trifolium, se Trifolium (flertydig).

Kløver (Trifolium) er en planteslægt med ca. 300 arter, der er udbredt i alle tempererede egne, men med centre i Middelhavsområdet, Etiopien, Californien og Chile. Det er en- eller flerårige, urteagtige planter med trekoblede eller (sjældnere) uligefinnede blade. Småbladene er oftest tandede. Blomsterne er samlet i siddende eller hængende hoveder eller korte klaser, men arter med enlige blomster findes. De enkelte blomster er uregelmæssige (ærteblomster) med purpurrøde, hvide eller gule kronblade. Frugterne er små bælge med nogle få frø i hver.
De nedenstående lister rummer de arter, hvis navne må anses for at være videnskabeligt accepterede:
| Beskrevne arter |

- Skovkløver (Trifolium alpestre)
- Harekløver (Trifolium arvense)
- Humlekløver (Trifolium aureum)
- Fin kløver (Trifolium dubium)
- Gul kløver (Trifolium campestre) eller Udstrakt Kløver
- Jordbærkløver (Trifolium fragiferum)
- Alsikekløver (Trifolium hybridum)
- Blodkløver (Trifolium incarnatum)
- Bugtet kløver (Trifolium medium)
- Spæd kløver (Trifolium micranthum)
- Bjergkløver (Trifolium montanum)
- Bleggul kløver (Trifolium ochroleucum)
- Spæd bukkehorn (Trifolium ornithopodioides) eller Fugleklo-Kløver
- Rødkløver (Trifolium pratense)
- Hvidkløver (Trifolium repens)
- Stribet kløver (Trifolium striatum)
- Jordkløver (Trifolium subterraneum)

| Andre arter |

| - Trifolium acaule - Trifolium affine - Trifolium africanum - Trifolium aintabense - Trifolium albopurpureum - Trifolium alexandrinum - Trifolium alpinum - Trifolium amabile - Trifolium ambiguum - Trifolium amoenum - Trifolium andersonii - Trifolium andinum - Trifolium andricum - Trifolium angulatum - Trifolium angustifolium - Trifolium apertum - Trifolium argutum - Trifolium attenuatum - Trifolium baccarinii - Trifolium badium - Trifolium barbeyi - Trifolium barbigerum - Trifolium barnebyi - Trifolium batmanicum - Trifolium beckwithii - Trifolium bejariense - Trifolium berytheum - Trifolium bifidum - Trifolium bilineatum - Trifolium billardierei - Trifolium bivonae - Trifolium blancheanum - Trifolium bocconei - Trifolium boissieri - Trifolium bolanderi - Trifolium brandegeei - Trifolium breweri - Trifolium brutium - Trifolium buckwestiorum - Trifolium bullatum - Trifolium burchellianum - Trifolium calcaricum - Trifolium calocephalum - Trifolium canescens - Trifolium carolinianum - Trifolium caucasicum - Trifolium caudatum - Trifolium cernuum - Trifolium cheranganiense - Trifolium cherleri - Trifolium chilaloense - Trifolium chilense - Trifolium chlorotrichum - Trifolium ciliolatum - Trifolium cinctum - Trifolium clusii - Trifolium clypeatum - Trifolium congestum - Trifolium constantinopolitanum - Trifolium cryptopodium - Trifolium cyathiferum - Trifolium dalmaticum - Trifolium dasyphyllum - Trifolium dasyurum - Trifolium davisii - Trifolium decorum - Trifolium depauperatum - Trifolium dichotomum - Trifolium dichroanthoides - Trifolium dichroanthum - Trifolium diffusum - Trifolium dolopium - Trifolium douglasii - Trifolium echinatum - Trifolium elgonense - Trifolium eriocephalum | - Trifolium eriosphaerum - Trifolium erubescens - Trifolium euxinum - Trifolium eximium - Trifolium fucatum - Trifolium gemellum - Trifolium gillettianum - Trifolium glanduliferum - Trifolium globosum - Trifolium glomeratum - Trifolium gordejevii - Trifolium gracilentum - Trifolium grandiflorum - Trifolium gymnocarpon - Trifolium haussknechtii - Trifolium haydenii - Trifolium heldreichianum - Trifolium hirtum All. - Trifolium howellii - Trifolium israeliticum& - Trifolium isthmocarpum - Trifolium jokerstii - Trifolium juliani - Trifolium kingii - Trifolium lanceolatum - Trifolium lappaceum - Trifolium latifolium - Trifolium latinum - Trifolium leibergii - Trifolium lemmonii - Trifolium leucanthum - Trifolium ligusticum - Trifolium longidentatum - Trifolium longipes - Trifolium lucanicum - Trifolium lugardii - Trifolium lupinaster - Trifolium macilentum - Trifolium macraei - Trifolium macrocephalum - Trifolium masaiense - Trifolium mattirolianum - Trifolium mazanderanicum - Trifolium meduseum - Trifolium meironense - Trifolium michelianum - Trifolium microcephalum - Trifolium microdon - Trifolium miegeanum - Trifolium monanthum - Trifolium mucronatumex - Trifolium multinerve - Trifolium mutabile - Trifolium nanum - Trifolium neurophyllum - Trifolium nigrescens - Trifolium noricum - Trifolium obscurum - Trifolium obtusiflorum - Trifolium oliganthum - Trifolium owyheense - Trifolium pachycalyx - Trifolium palaestinum - Trifolium pallescens - Trifolium pallidum - Trifolium pannonicum - Trifolium parnassi - Trifolium parryi - Trifolium patens - Trifolium patulum - Trifolium pauciflorum - Trifolium petitianum - Trifolium philistaeum - Trifolium phitosianum - Trifolium phleoides - Trifolium physanthum | - Trifolium physodes - Trifolium pichisermollii - Trifolium pignantii - Trifolium pilczii - Trifolium pilulare - Trifolium pinetorum - Trifolium plebeium - Trifolium plumosum - Trifolium polymorphum - Trifolium polyodon - Trifolium polyphyllum - Trifolium polystachyum - Trifolium praetermissum - Trifolium prophetarum - Trifolium pseudostriatum - Trifolium purpureum - Trifolium purseglovei - Trifolium quartinianum - Trifolium radicosum - Trifolium reflexum - Trifolium resupinatum - Trifolium retusum - Trifolium riograndense - Trifolium roussaeanum - Trifolium rubens - Trifolium rueppellianum - Trifolium salmoneum - Trifolium saxatile - Trifolium scabrum - Trifolium schimperi - Trifolium scutatum - Trifolium sebastianii - Trifolium semipilosum - Trifolium setiferum - Trifolium simense - Trifolium sintenisii - Trifolium siskiyouense - Trifolium somalense - Trifolium spadiceum - Trifolium spananthum - Trifolium spumosum - Trifolium squamosum - Trifolium squarrosum - Trifolium stellatum - Trifolium steudneri - Trifolium stipulaceum - Trifolium stoloniferum - Trifolium stolzii - Trifolium strictum - Trifolium suffocatum - Trifolium sylvaticum - Trifolium tembense - Trifolium thalii - Trifolium thompsonii - Trifolium tomentosum - Trifolium triaristatum - Trifolium trichocalyx - Trifolium trichocephalum - Trifolium trichopterum - Trifolium tumens - Trifolium ukingense - Trifolium uniflorum - Trifolium usambarense - Trifolium variegatum - Trifolium vavilovii - Trifolium velebiticum - Trifolium velenovskyi - Trifolium vernum - Trifolium vesiculosum - Trifolium vestitum - Trifolium virginicum - Trifolium wentzelianum - Trifolium wettsteinii - Trifolium wigginsii - Trifolium willdenovii - Trifolium wormskioldii |

## Note
1. ↑  GRIN: Species Records of Trifolium Arkiveret 14. oktober 2008 hos  Wayback Machine (engelsk)